# Per Lindencrona
Per Alvar Haldan Lindencrona, född 28 december 1903 i Jönköpings Sofia församling i Jönköpings län, död 27 januari 1992 i Strängnäs domkyrkoförsamling i Södermanlands län, var en svensk militär.

## Biografi
Lindencrona avlade officersexamen vid Kungliga Krigsskolan 1925 och utnämndes samma år till fänrik vid Kronobergs regemente, där han befordrades till underlöjtnant 1928 och till löjtnant 1930. Han studerade vid Krigshögskolan 1935–1937, var generalstabsaspirant 1937–1940 och utnämndes till kapten i Generalstabskåren 1940. År 1944 befordrades han till major, varpå han tjänstgjorde vid Infanteriets skjutskola 1944–1948. Under 1947 tjänstgjorde han i Storbritannien. Han befordrades till överstelöjtnant 1948 och tjänstgjorde vid Upplands regemente 1948–1952. År 1952 befordrades han till överste, varefter han var chef för Norra Smålands regemente 1952–1958. Han befordrades till överste av första graden 1958 och var infanteri- och kavalleriinspektör vid Arméstaben 1958–1964.
Han var sekreterare för militära frågor hos 1941 års hemortsförsvarssakkunniga 1942–1943 och sakkunnig i befälsutredningen 1951. Han författade boken Blixtkrig mot Sverige (1943).
Per Lindencrona invaldes 1958 som ledamot av Kungliga Krigsvetenskapsakademien.
Per Lindencrona var son till vice häradshövding Haldan Lindencrona och Elin von Sydow. Han gifte sig 1933 med Hertha Zetterstedt (1907–1986). Makarna är begravna på Dunkehalla kyrkogård i Jönköping.

## Utmärkelser
- Kommendör av första klassen av Svärdsorden, 1958.[9]